# Rhadinopasa hornimani
Rhadinopasa là một chi bướm đêm thuộc họ Sphingidae, containing one species, Rhadinopasa hornimani, phân bố ở lowland forest from Gabon, Cameroon và Cộng hòa Trung Phi to Cộng hòa Dân chủ Congo to Uganda và Tanzania.
Chiều dài cánh trước là 65 mm đối với con đực. Con cái lớn hơn, tối hơn và cánh tròn hơn. Cánh và thân màu nâu cam nhạt.

## Các loài
- Rhadinopasa hornimani hornimani
- Rhadinopasa hornimani tanganyikae Clark, 1938 (Tanzania)